# Драгич, Далибор
Далибор Драгич (серб. Далибор Драгић; 23 июня 1972 в Приедоре, СФРЮ) — боснийский футболист, центральный защитник. 

## Карьера
Начинал карьеру в 1991 году в боснийской команде «Борац». Затем перешёл в чемпионат Сербии, где выступал за «Войводину». В 2000 году подписал контракт с болгарским «Левски», с которым добился наилучшего результата в карьере игрока — дважды становился чемпионом Болгарии (2001, 2002) и дважды завоевывал Кубок Болгарии. В 2003 году перешёл в австрийский клуб «Маттерсбург». Выступал вновь в Болгарии и Боснии, затем сезон отыграл в азербайджанском «Туране». В 2007 году оказался в сербской команде «Младост». В 2008 году уехал играть в достаточно экзотическую для европейского футболу Малайзию, где выступал за клуб «Сабах». С 2009 года вновь вернулся на Балканы, выступал за сербский «Пролетер» и боснийский «Рудар». В 2012 году вновь уехал в Малайзию, где на этот раз присоединился к команде «Джохор Бахру».

## Достижения
«Левски» :
- Чемпион Болгарии (2): 2001, 2002
- Обладатель Кубка Болгарии (2): 2002, 2003